# Angel of Crooked Street

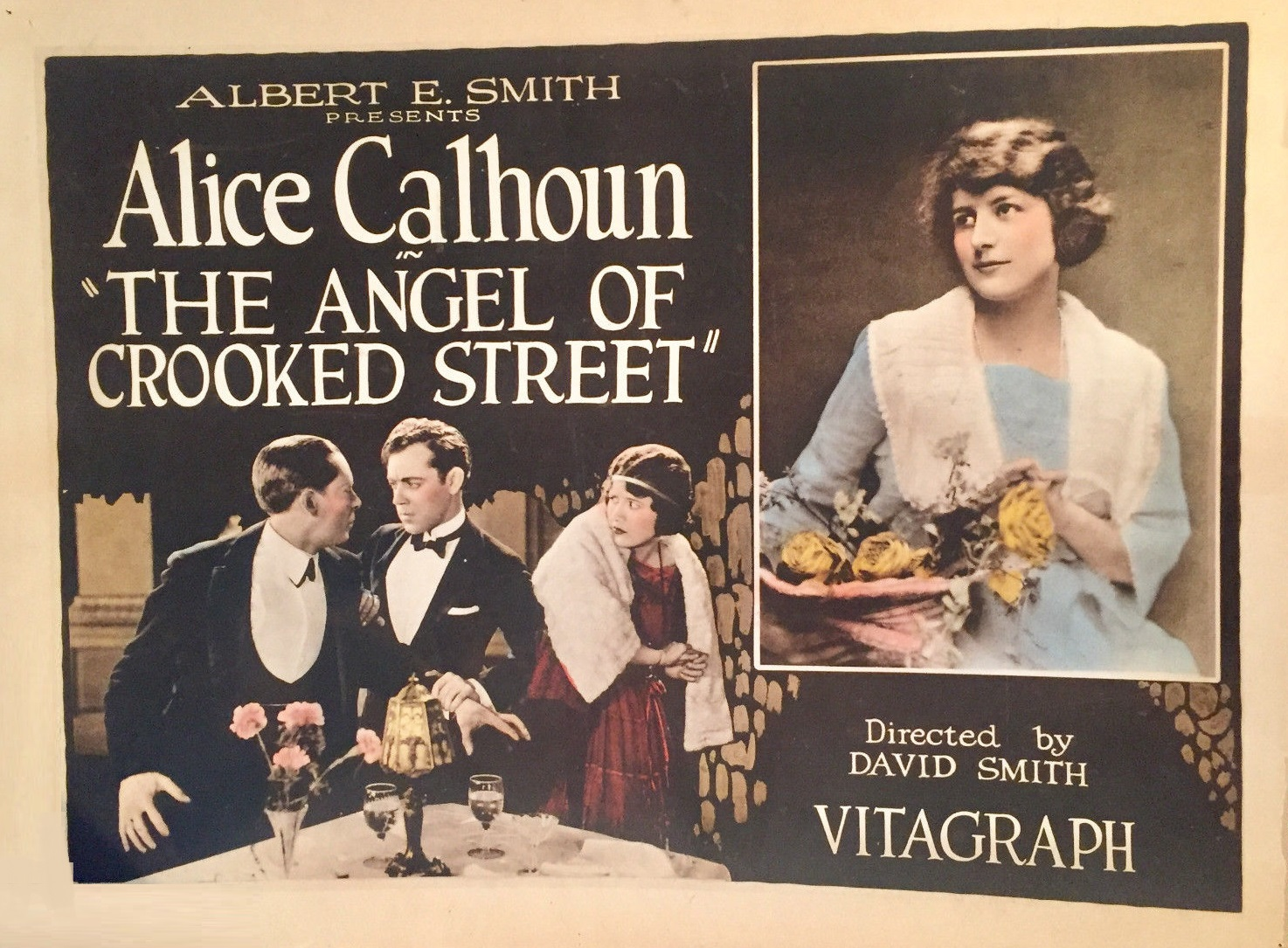
Affiche originale du film.

Angel of Crooked Street est un film américain réalisé par David Smith, sorti en 1922.

## Synopsis
Jennie Marsh, qui travaille comme domestique pour aider sa mère, est raccompagnée chez elle après un bal par Dan Bolton. Il cambriole la maison de son employeur, Mme Sanford, et Jennie se retrouve injustement accusée du vol. Elle est envoyée dans une maison de redressement. Lorsque sa mère meurt, Jennie est amère et jure de se venger de la femme qui l'a traitée injustement. À sa libération, elle se rend en ville, où elle est aidée par « Silent » McKay, un cambrioleur qui l'emmène dans une pension de famille, qui s'avère être un repaire de criminels. Là, elle rencontre le jeune Sanford et envisage de le faire accuser d'un vol pour se venger. Finalement, elle en tombe amoureuse, et cède lorsqu'il est faussement accusé de meurtre et pardonne à sa mère.

## Fiche technique
- Réalisation : David Smith
- Scénario : C. Graham Baker, Harry Dittmar
- Producteur : Albert E. Smith
- Photographie : W. Steve Smith Jr.
- Production : Vitagraph Company of America
- Genre : Mélodrame[2]
- Durée : 50 minutes
- Date de sortie : 23 avril 1922

## Distribution
- Alice Calhoun : 	Jennie Marsh

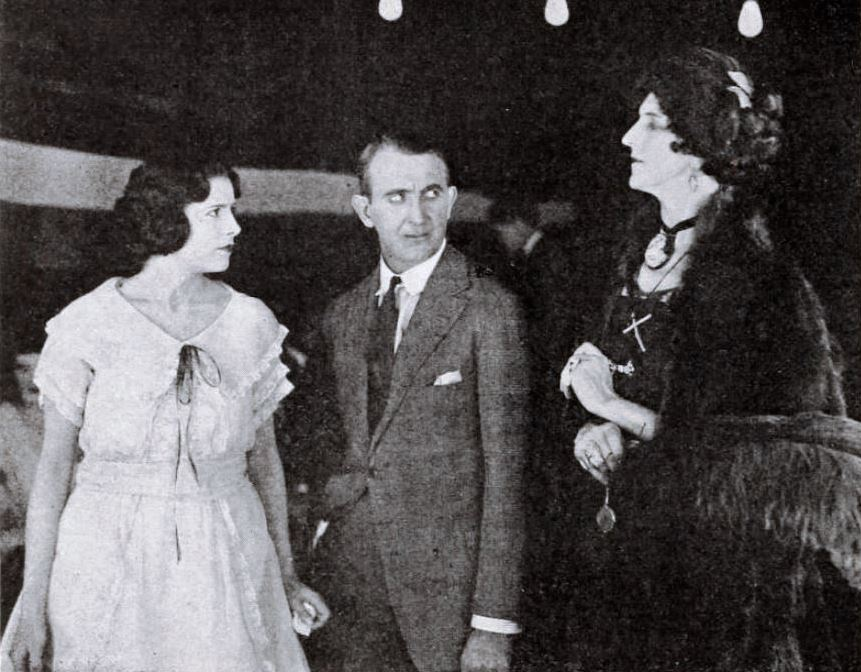
Alice Calhoun dans une scène du film.

- Ralph McCullough : Schuyler Sanford
- Scott McKee : 'Silent' McKay
- Rex Hammel : 'Kid Glove' Thurston
- William McCall : 'Cap' Berry
- Nellie Anderson : 'Mother' De Vere
- Martha Mattox : Mrs. Phineas Sandford
- Mary Young : Mrs. Marsh
- George Stanley : Stoneham
- Walter Cooper : Dan Bolton